# トラウィスカルパンテクートリ

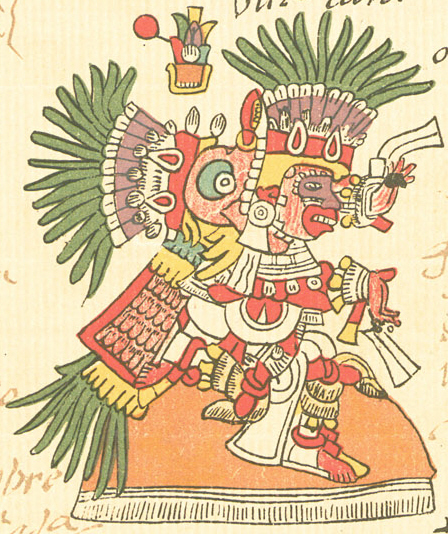
トラウィスカルパンテクートリ。

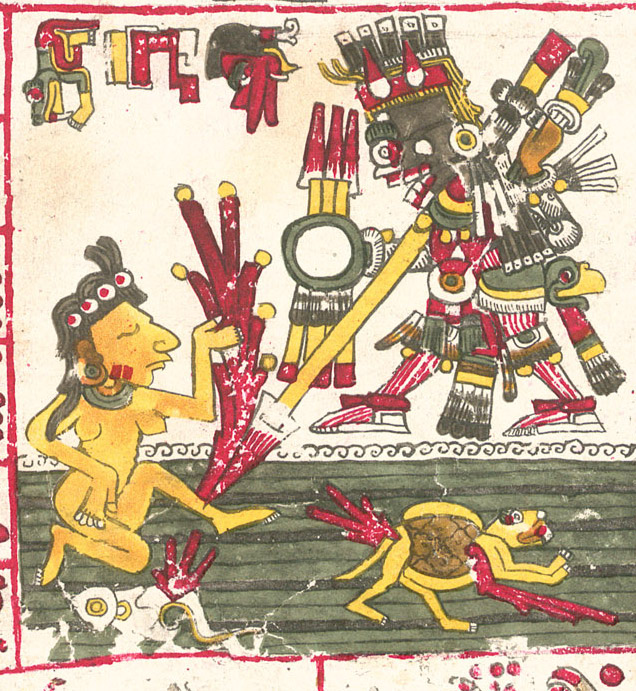
槍であらゆる生き物を傷つけるトラウィスカルパンテクートリの絵。

トラウィスカルパンテクートリ（Tlahuizcalpantecuhtli, Tlahuixcalpantecuhtli, Tlahuizcalpantecutli）は、アステカ神話に伝わる破壊神。明けの明星（金星）の擬人化で、その名は「曙の主」を意味する。激しく燃えさかる矢（光線）を投げつける姿で現される。
古代アステカでは、金星からの光はあらゆる災いをもたらすものとされ、金星の運行が熱心に研究されていた。ある絵文書には、100年以上にも及ぶ天体の運行予測が記されているという。
『クアウティトラン年代記』によれば、1の葦の年にトランを去ったケツァルコアトルが海岸で焼身自殺を遂げると、心臓が空に昇り、明けの明星トラウィスカルパンテクートリになったという。彼は死ぬと４日間姿を消してミクトランに行き、さらに４日かけて自分で使うための矢を作った。８日後に明けの明星として姿を現した彼は、その日の印に応じて様々な人々に矢を投げつけた。
『太陽の伝説』によれば、第5の太陽が創造された時、神々が血を捧げなければ動かないと言った太陽に腹を立てたトラウィスカルパンテクートリは太陽に向かって矢を放ったが、当たらなかった。太陽も自らの矢を投げて反撃し、頭を射抜かれたトラウィスカルパンテクートリは霜の神イツトラコリウキに
なってしまったという。